# 利文索尔佯谬
利文索尔佯谬（Levinthal's paradox）是指一个思想实验，也是蛋白质折叠理论中的一个自指。在1969年， 美国分子生物学家Cyrus Levinthal指出，由于在未折叠的多肽链中的非常大量的自由度，该分子具有天文数量的可能构象。在一篇论文中，他估计了3 300 或10 143（通常被错误地引用为1968年的论文）。例如，一个由100个氨基酸残基组成的多肽，将具有99个肽键，并且因此具有198个不同的phi和psi键角。如果这些键角中的每一个可以是三个稳定构象之一，则蛋白质可错误折叠成最多达到3198种不同构象（包括任何可能的折叠冗余）。因此，如果蛋白质通过连续采样所有可能的构象而获得其正确折叠的构型，则需要比宇宙的年龄更长的时间以达到其正确的天然构象。即使以快速（纳秒或皮秒）速率采样构象，这也是真的。 “悖论”是大多数小蛋白质在毫秒或甚至微秒时间尺度上同时折叠。这种悖论的解决方案已经通过蛋白质结构预测的计算方法建立。
此佯谬表明蛋白质折叠遵循特异性途径，或者其过程中只尝试有限数目的构象。